# قالبي سفلي (مقاطعة دورة)
قالبي سفلي (بالفارسية: قالبی سفلی) هي قرية تقع في قسم ويسيان الريفي (مقاطعة دورة) في إيران. يقدر عدد سكانها بـ 391 نسمة بحسب إحصاء 2016.